# Acqua (malpensandoti)
Acqua (malpensandoti) è un singolo del rapper italiano Tedua, pubblicato il 16 marzo 2018 come terzo estratto dal secondo album in studio Mowgli.

## Descrizione
Prodotto da Chris Nolan, il ritornello del brano riprende la canzone Malpensandoti di Dargen D'Amico, tratto dal suo album CD'.

## Classifiche
| Classifica (2018) | Posizione massima |
| ----------------- | ----------------- |
| Italia            | 25                |